# Johnny's senap

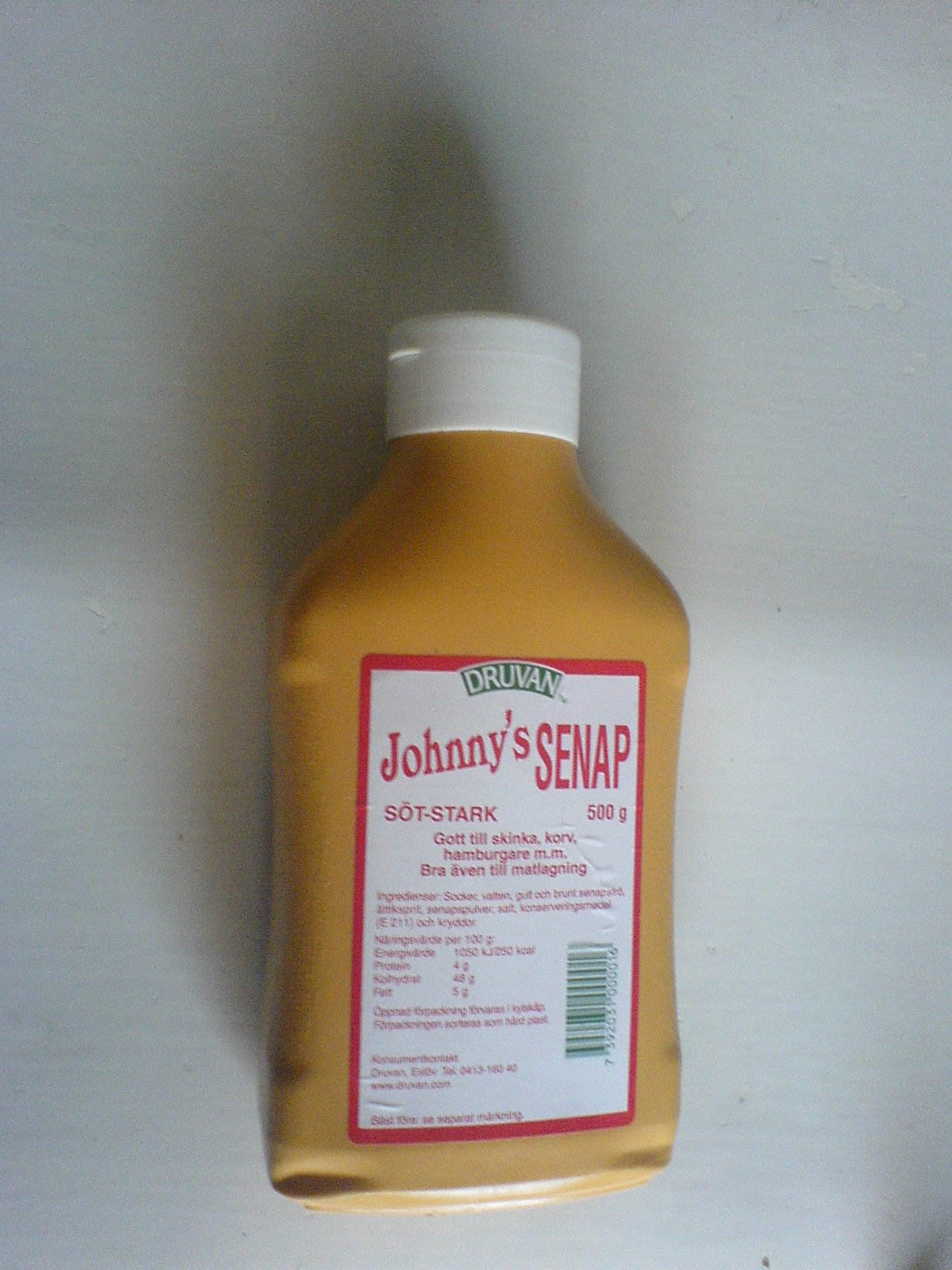
Johnny's sötstarka senap

Johnny's senap är en svensk senap som numera tillverkas av Kavli. Den ursprungliga senapen är söt, slät och medelstark.
Johnny's senap skapades av och döptes efter Johnny Andersson från Söderhamn, som 1987 köpte en fabrik för produktion av senap. Tidigare var han kringresande sillförsäljare i mellersta Norrland, men när konkurrensen hårdnade satsade han på senapstillverkning istället. Andersson valde att ändra senapsreceptet[källa behövs], vilket resulterade i den sötstarka variant som än idag finns på marknaden enligt samma recept och i samma förpackning.
När Johnny Andersson gick i pension sålde han företaget till Dr Pers Food AB i Eslöv, moderbolag till Druvan. Druvan har sedan dess introducerat varianterna Grov – stark och sedermera färsk senap (extra krämig) och den så kallade helt vanlig senap.
Förutom senap finns Johnny's som ketchup, hamburgerdressing och sås.